# Electro house
Electro house je tvrdší forma housu. Původ electro housu je nejasný, přičemž má různé vlivy žánrů 80. a 90. let jako electro, electroclash, pop, synthpop a tech house. Electro house si získal mainstreamovou popularitu okolo roku 2005 a tento termín byl použitý k označení hudby mnoha Top 100 DJů jako deadmau5, David Guetta nebo Tiësto.
Tempo je převzaté z house a BPM se pohybuje kolem 125 a 140.

## Charakteristika
Electro house někdy obsahuje prvky tech housu, a to hlavně basové linky, krátké, ale vysoce postavené riffy a minimální nebo střední počty perkusí. Na rozdíl od tech housu může obsahovat drsné, electrem ovlivněné syntezátorové zvuky a vokální nebo instrumentální sampling. Tempo electro housu se obvykle pohybuje od 128 do 130 úderů za minutu.

## Historie
Mezi inovátory mimo jiné patří skupina Bodyrox, jejichž píseň "Yeah Yeah" ovlivnila a byla mezi prvními písněmi electro-house. Mezi inovátory tohoto stylu patří hlavně electroclashoví umělci jako Felix da Housecat. Podle všeho Tech house rovněž mělo vliv na tento žánr, když hudebníci jako Satoshi Tomiie a Steve Lawler experimentovali s původním soundem electra. Mezi další elementy tohoto stylu patří freestyle a electro-funk, stejné elementy které pomohli vzniku žánru electroclash.
Později kolem roku 2008 ve Spojených státech se styl smíchal s rapem, hip hopem a R&B, což opět ovlivnilo popovou hudbu. Mezi tyto skladby patří:
- "Day & Night (Crookers Remix)" – Kid Cudi
- "Shooting Star" – David Rush
- "Sexy Bitch" – David Guetta
- "On the Floor" – Jennifer Lopez featuring Pitbull

## Subžánry

### Complextro
Complextro je charakterizován krátkými rušivými impulzy, složitými basovými linkami a syntezátorem vedenými skladbami a dalšími použitými nástroji v rychlém sledu za sebou. Termín je spojením slov "complex" a "electro", přičemž ho vytvořil Porter Robinson, který jím označil skladby, které tvořil v roce 2010. Mezi další interprety tohoto podžánru patří Zedd, Deadmau5, Digitalism, Knife Party, Madeon, Savant, Skrillex, The M Machine, Uppermost, Kill the Noise, Pegboard Nerds a Wolfgang Gartner

### Dutch house
Dutch house, často přezdívaný jako dirty Dutch, je styl electro housu, jehož původ je v Nizozemsku. Je definován komplexními rytmy, které jsou tvořeny latinskoamerickými bicími, menším důrazem na basové linky a pisklavý, vysoce položenými zvuky syntezátorů. Styl byl ovlivněn žánry jako Madchester, hip-hop, detroit techno a ostatními styly městské hudby. Mezi interprety patří Afrojack, Chuckie, Fedde Le Grand, Hardwell, R3hab, Sidney Samson, Switch a Tiësto.

## Fidget house
Fidget house nebo prostě fidget je "definován chytlavými vokálními částmi, nečistými basovými linkami a syntezátorové údery ve stylu rave v taktu 4/4. Tento styl byl ovlivněn styly Chicago house, Detroit techno, Baltimore club, Kuduro, Pimba, bassline, bouncy techno, UK garage, hip hop, easy listening a world. Mezi interprety tohoto žánru patří The Bloody Beetroots, Crookers, Danger, Hervé, Sinden a Switch. Termín fidget house byl vytvořen DJi Jees Rosem a switch, "jako vtip, který nyní zašel trochu daleko."

## Interpreti
- Alan Walker
- Alex Skrindo
- Axwell
- Arhod
- Benny Benassi
- Bodyrox
- Boys Noize
- Brian Christopher
- Busy P
- Chris Lake
- Chuckie
- Crookers
- Daft Punk
- Dave Spoon
- David Guetta
- Deadmau5
- DEAF KEV
- Different Heaven
- Digitalism
- Dimitri Vegas & Like Mike
- DJ Smash
- DJ Solovey
- ExKoBeatZ
- Fake Blood
- Fast Foot
- Fedde Le Grand
- Plus One
- Justice
- K-391
- Klaas
- Laidback Luke
- Lazy Rich
- Lucky Date
- Mason
- Martin Garrix
- Max Farenthide
- Miles Dyson
- Mondotek
- Music Instructor
- MSTRKRFT
- NERVO
- Noisia
- Outwork
- Puma Scorz
- Sebastian Ingrosso
- Shinichi Osawa
- Spencer & Hill
- Steve Angello
- Steve Aoki
- Swedish House Mafia
- Skrillex
- Teddyloid
- The Bloody Beetroots
- The Egg
- Tobu
- Tocadisco
- Vandalism
- Yuksek
- Yves Larock